# Philipp Aloys Erasmus von Deroy

Wappen der Grafen von Deroy

Philipp Aloys Erasmus Graf von Deroy (* 12. März 1806 in München; † 3. Juni 1848 ebenda) war ein deutscher Offizier. Er war bayerischer Kammerherr und Reichsrat der Krone Bayerns.

## Herkunft
Er war der Sohn des aus Mannheim stammenden bayerischen Generals Bernhard Erasmus von Deroy (1743–1812) und dessen zweiter Frau Maria Franziska, geborene Freiin von Hertling (1765–1842). Deren Bruder Philipp von Hertling (1756–1810) war der Großvater des späteren deutschen Reichskanzlers und bayerischen Ministerpräsidenten Georg von Hertling (1843–1919).

## Leben
Sein Vater war am 23. August 1812 an seinen in der Schlacht bei Polozk erhaltenen Wunden gestorben und wurde durch Kaiser Napoleon posthum zum französischen Grafen ernannt. Diese Würde ging auch auf die Nachfahren über und erlangte 1813 bzw. 1820 in Bayern gesetzliche Anerkennung. Philipp Aloys Erasmus von Deroy trat in die Bayerische Armee ein und brachte es dort bis zum Range eines Rittmeisters à la suite.

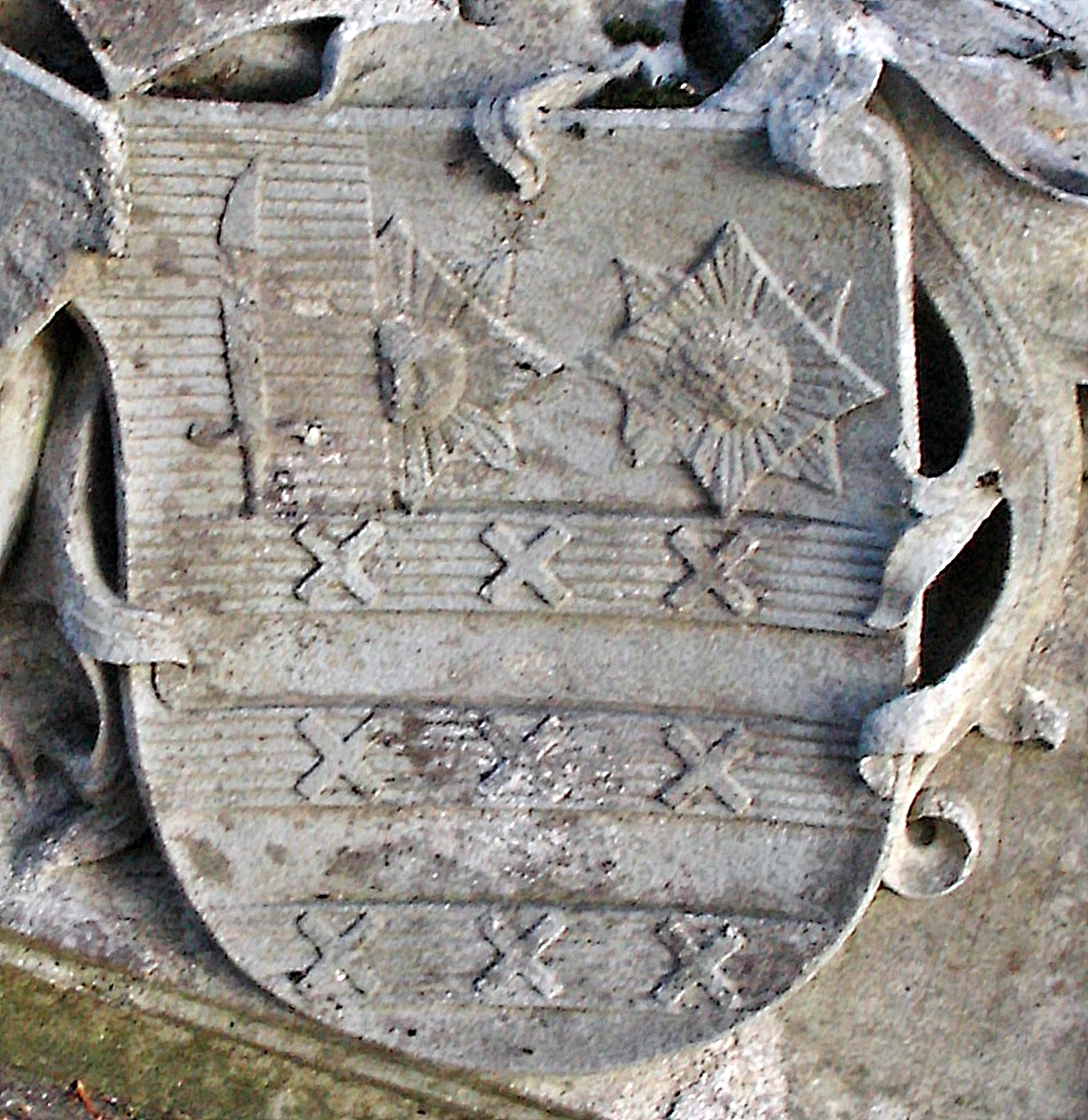
Familienwappen de Tascher de La Pagerie, vom Grab der Schwester von Deroys Gattin, Hauptfriedhof Mannheim

Als einziger verbliebener männlicher Spross seiner Familienlinie konnte Philipp Aloys Erasmus von Deroy alle Dotationsgüter, die der Vater bei seiner Erhebung zum Grafen erhalten hatte, zusammenfassen und noch neue dazu erwerben. Er vereinigte sie als Familienfideikommiss und konstituierte den Besitz als bayerisches Thronlehen. Es handelte sich hierbei um Pfettrach, Weihenstephan, Mirskofen, Essenbach, Deutelkofen und Göttelkofen. Deroy avancierte zum Reichsrat der Krone Bayerns und über ihn blieb diese Stellung in der Familie erblich. Zudem war er bayerischer Kammerherr.
Louise Cécile Rose Elisabeth Sophie Tascher de La Pagerie (1818–1890), die Schwester von Deroys Frau, hatte sich mit Graf Adalbert Waldner von Freundstein (1819–1857) vermählt, dem Sohn des in Weinheim residierenden Grafen Theodor Waldner von Freundstein, dessen Schwester Diana Rabe von Pappenheim (1788–1844) zeitweise die Geliebte von Jérôme Bonaparte, König von Westfalen, dem jüngsten Bruder Kaiser Napoleons, war.

## Familie
Deroy verheiratete sich 1834 mit Hortense Henriette Sophie Amélie de Tascher de La Pagerie (1814–1898), deren Vater Pierre Claude Louis Robert de Tascher de La Pagerie (1787–1861) wiederum der Cousin von Kaiser Napoleons erster Gattin Joséphine de Beauharnais war. Das Paar hatte mehrere Kinder:
- Erasmus Bernhard Franz Ludwig Karl (* 12. November 1834; † 30 May 1893), Leutnant
- Amalie Luise Stefanie (* 23. Februar 1836) ⚭ Sigmund Eduard von Handel (* 25. März 1812; † 3. Juni 1887), Eltern von Erasmus von Handel
- Ludwig Robert Erasmus (* 22. November 1839; † 9. Juli 1903), Junker ⚭ Marie Honorine Euphrasie Eleonore Lorando (* 28. Februar 1847; † 20. November 1917)
- Egle Stefanie (* 27. Juli 1847)